# Paraplatytropesa grandicornis
Paraplatytropesa grandicornis är en tvåvingeart som beskrevs av Donald Henry Colless 1998. Paraplatytropesa grandicornis ingår i släktet Paraplatytropesa och familjen spyflugor. Inga underarter finns listade i Catalogue of Life.